# Amphisbaena carvalhoi
Amphisbaena carvalhoi är en ödleart som beskrevs av  Carl Gans 1965. Amphisbaena carvalhoi ingår i släktet Amphisbaena och familjen Amphisbaenidae. Inga underarter finns listade i Catalogue of Life.